# Southampton
Southampton er en by i Hampshire på Englands sydkyst. Byen har omkring 253.651 indbyggere, og tælles oplandet med, er der lidt over 1 million indbyggere (2011). Southampton ligger 110 kilometer sydvest for London og er en vigtig havneby for krydstogtskibe. Det var fra denne havneby, at det britiske passagerskib Titanic stævnede ud på sin første og sidste rejse.
Efter at romerne havde indledt deres erobring af Storbritannien, 43 år efter vor tidsregning, gjorde de byen til en vigtig, befæstet handelsby under navnet Clausentum.
Da normannerne indtog England, efter slaget ved Hastings i 1066, kom Southampton til at spille en vigtig rolle som transithavn mellem Englands daværende hovedstad, Winchester, og Normandiet i Frankrig. Southampton Castle blev opført, først i træ, men i 1100-tallet ombygget til sten.
Under anden verdenskrig fik havnebyen atter en afgørende rolle, da mange allierede landgangsfartøjer og andre krigsskibe sejlede ud herfra under D-dag.
Southampton er hjemsted for fodboldklubben Southampton F.C.